# Ardesco
En la mitología griega Ardesco (en griego, Ἄρδησκος) es un dios fluvial. Era hijo, como la mayoría de los ríos, de Océano y la titánide Tetis.
No se ha identificado al río al cual personificaba esta divinidad.